# 리아 킴 (가수)
리아 킴(본명: 김담, 1987년 7월 10일 ~ )은 대한민국의 가수이다.

## 주요 이력
1987년 7월 10일 당시 가수 겸 작곡가 김종환과 그의 아내인 김민주의 딸로 출생하였다. 부도가 나 가정 형편이 어려워 모친과 함께 홍천으로 보내져 부친과 5년 정도 따로 살았고 신문, 우유 배달을 하며 생활에 도움을 주었다.
리아킴은 1999년에서부터 연습생 신분으로 13년 동안 봉사 활동과 올드팝과 샹송 칸소네 외국곡을 즐겨 부르면 연습생 시절을 보내다 13년 만에 드디어 2012년 《리아 킴》은 아버지 김종환의 작사.작곡.올 프로듀싱 한 곡 《위대한 약속》으로 KBS 《배철수의 콘서트 7080》에서 첫 앨범으로 정식 발라드 가수 데뷔하였다.
리아킴 위대한 약속은 가정에 소중 함을 담은 가사로 인테넷 웹 카페 블로그 마다 큰 사랑 받으며 결혼식 축가로 인기를 끌며 각종 행사에 초청 되었다.
이후 2017년 《리아 킴 두번째 싱글 앨범》사랑하는 연인들의 가사로 역시 아버지 김종환의 곡으로 《내남자니까》와 《라라라》를 발표하여 현재 활동 중이다.

## 주요 히트곡
주요 히트곡에는 《내 남자니까》, 《라라라》, 《위대한약속》, 《가족을 위한 노래》등이 있다.

## 디스코그래피

### 싱글 앨범
- 2012년 《리아 킴 싱글 앨범》
- 2017년 《리아 킴 second 싱글 앨범》

## 출연작

### TV 프로그램
- 2009년 KFN 국방 TV
- 2012년 MBC 특집 위러브 팜 TV
- 2012년 KBS 콘서트 7080 TV
- 2013년 KBS 열린 음악회 TV
- 2014년 KBS 열린 음악회 TV
- 2014년 호준석의 뉴스인 TV
- 2015년 KBS 열린 음악회 TV
- 2016년 KBS 가요무대 TV
- 2016년 호준석의 뉴스인 TV
- 2017년 KBS 가요무대 TV
- 2017년 KBS1 아침마당
- 2017년 MBC 휴먼 사람이 좋다 TV
- 2018년 아리랑 TV 《Heart to heart》
- 그외 가요 베스트 전국 탑텐 MBC위러브팜 아이넷TV 위러브 콘서트 등등 출연

## 학력
- 숙명여자고등학교 졸업
- 디지털서울문화예술대학교 실용음악학과

## 수상 경력
- 2014년 대한민국 연예예술상 건전가요상
- 2015년 대한민국 연예예술상 성인가요 신인상